# NGC 4095
NGC 4095 este o liner situată în constelația Părul Berenicei. A fost descoperită în 26 aprilie 1785 de către William Herschel. Se află la o distanță de 104,65 megaparseci de Pământ.